# محمد بن علي باعطية
الشيخ محمد بن علي باعطية

## اسمه ونسبه
هو الفقيه الشيخ محمد بن علي بن محمد بن سعيد بن عبد الله، ويقال له: عبود باعطية. وترجع قبيلة (آل باعطية) إلى قبيلة (كندة) المشهورة.

## مولده
ولد في شهر ربيع الأول من عام 1380هـ/ 1960م في (قرن باحكيم) إحدى قرى وادي دوعن الأيمن بحضرموت. وأما والده فأصله من (خديش) وهي من قرى وادي دوعن الأيمن أيضًا، ولكنه انتقل إلى (قرن باحكيم) مع والدته - أي جدة الشيخ محمد باعطية - وهي من قبيلة (آل بغلف) من بلد (خسوفر)؛ حيث تزوجت هناك بعد أن فارقها الشيخ محمد باعطية وسافر إلى (جاوة). وقبل ولادة الشيخ محمد باعطية بشهر تقريبًا، دق الباب على والده مجموعة من الأخيار المشهورين بالصلاح، وقالوا له: «مبروك الهادف محمد»، فقال لهم والده: «إن زوجتي لم تضع بعد»، فابتسموا وانصرفوا، ولعل هذا مما دعا والده أن يحرص على تسميته (محمدًا)، وقد استبشر بما قالوه خيرًا.

## نشأته وتربيته
نشأ بعيدًا عن نشأة أقرانه، فبعد وصوله إلى سن التمييز كان والده مسافرًا فاعتنت والدته بتربيته. فما إن وصل سن السادسة حتى ذهبت به إلى معلامة القرن، فتعلم فيها القراءة والكتابة والقرآن الكريم، وفي تلك السن المبكرة كان ارتباطه وثيقًا بأهل البيت؛ إذ كان يتوطن القرن في تلك الأيام الحبيب صالح بن عبد الله العطاس وأخواه الحبيب محمد والحبيب عقيل. فكان الشيخ محمد باعطية يذهب إلى الحبيب صالح ويجلس عنده الساعة والساعتين لينال من عظيم بركاته وصالح دعواته، وكان الحبيب صالح يحبه ويباسطه، مما غرس ذلك محبة أهل البيت في قلبه منذ نعومة أظافره. وكان الشيخ محمد باعطية شديد التعلق ببيوت الله، فكان يلازم المسجد وعمره ما بين السابعة والثامنة، وفي تلك السن التحق بمدرسة باصادق الجفري بالخريبة لوجود العلامة الحبيب بركة دوعن وفقيهها حامد بن عبد الهادي الجيلاني، فمكث هناك سنة ثم انتقل إلى المدارس النظامية ودرس فيها. وبعد ذلك رغب والده في انتقالهم إلى الحجاز عام 1390هـ، فوصل الشيخ محمد باعطية مع بقية أهله إلى مدينة (جدة) في أواخر شهر ذي القعدة، وواصل دراسته في مدارسها وأكمل تعليمه الجامعي فيها.

## شيوخه
تتلمذ على يد كثير من المشايخ الكبار، فمنهم الحبيب صالح بن عبد الله العطاس، حيث كان الشيخ محمد باعطية شديد التعلق به منذ نعومة أظفاره. ومنهم أيضًا الحبيب عبد الله الصادق الحبشي، حيث كان أول من اتصل به شيخنا بعد انتقاله إلى (جدة)، فقرأ عليه في الفقه متن (سفينة النجاة) وكتاب (كفاية الأخيار)، وفي النحو كتاب (الكواكب الدرية)، وكان يحضر درسه الذي يلقيه في المسجد في كتاب (الإيضاح) للإمام النووي. وفي هذه الأثناء: اتصل بالشيخ كرامة سهيل، فقرأ على الشيخ كرامة متن (سفينة النجاة) وشرحها (نيل الرجاء) ثلاث مرات، وكان يقول له الشيخ كرامة: «نخن نقرئك في هذه الكتب ولكن نشرح لك شروح أهل المنهاج». ثم قرأ عليه فاتحة المنهاج، ثم أمره بقراءة (عمدة السالك).
ومن مشايخه أيضًا: الشيخ محمد بن عمر باخبيرة، وكان الشيخ باخبيرة يحب الشيخ محمد باعطية محبة كبيرة، قرأ عليه الشيخ محمد باعطية كتاب (بداية الهداية) للإمام الغزالي وقد حصل له منه الإجازة. وممن ارتبط بهم أيضًا الحبيب العارف بالله عبد الرحمن بن أحمد الكاف، لازمه الشيخ محمد باعطية واستفاد منه كثيرًا خاصةً إبان أزمة الخليج، وقرأ عليه كتاب (ضوء المصباح شرح زيتونة الإلقاح)، كما قرأ عليه أيضًا قطعة لا بأس بها في (المنهاج)، وقرأ عليه أيضًا كتابه (سلم التيسير) قبل ظهوره وطبعه، وكان الحبيب عبد الرحمن يحبه محبة كبيرة ودائمًا ما يخبره بذلك. ومن مشايخه أيضًا الحبيب العلامة أبو بكر بن عبد الله عطاس الحبشي، قرأ عليه في (رياض الصالحين) وحصل له منه الإجازة.
ومن مشايخه الذين تلقى عنهم كذلك: الحبيب أحمد بن علوي الحبشي قرأ عليه في الفقه والنحو. كما أخذ كذلك عن الحبيب العلامة حسن ابن الحبيب عبد الله الشاطري. ومن مشايخه أيضًا: الحبيب السيد القاضي محمد رشاد البيتي، قرأ عليه (فتح المعين) في الفقه، و(حاشية الكفراوي) في النحو، وقرأ عليه أيضاً في مجموعة القضاء للحبيب محسن بونمي، وقرأ في (عماد الرضا)، وفي (الميزان) لعبد الوهاب الشعراني، وقرأ عليه أيضاً (زيتونة الإلقاح) مع شرحها للمصنف وشرحها للباجوري كذلك، كما قرأ عليه (جواهر العقدين)، وارتبط به ارتباطًا وثيقًا.
ومن مشايخه أيضًا: الحبيب عبد القادر بن أحمد السقاف، تشرف الشيخ محمد باعطية بالقراءة عليه في رسالة الإمام السيوطي (إحياء الميت في فضائل أهل البيت) وحصل له منه الإجازة. وممن قرأ عليهم الشيخ محمد العبيري -حنبلي المذهب-، وكان فقيهًا لا يُمارى في مذهب الإمام أحمد، قرأ عليه الشيخ محمد باعطية كتاب (زاد المستقنع) مع حفظه له، وقرأ عليه أيضاً في علم الفرائض كتاب (عدة الباحث) حتى قال الشيخ محمد العبيري لطلابه: «أفرضكم محمد». وممن قرأ عليهم: الشيخ عبد المنعم تعيلب، وهو فقيه شافعي، قرأ عليه أكثر المنهاج، كما قرأ عليه في التفسير أيضاً. وقرأ كذلك على كثير من العلماء والمشايخ والأساتذة الأجلاء خلال مسيرته التعليمية، حيث قرأ عليهم في الفقه كتاب (الروض المربع) في فقه الإمام أحمد، وقرأ في النحو (شرح ابن عقيل على ألفية ابن مالك) مع حفظ (الألفية)، كما قرأ عليهم في التفسير والتجويد والحديث وأصول الفقه وعلم العروض والقوافي وغير ذلك من العلوم.
كما اتصل الشيخ محمد باعطية بكثير من المشايخ أثناء رحلاته إلى الشام ولبنان وتركيا ومصر واليمن والهند والتمس منهم الإجازة فأجازوه. وأما شيخه الذي عليه المعول والاعتماد، فهو الحبيب أحمد مشهور بن طه الحداد؛ قرأ عليه (رياض الصالحين)، ثم قرأ عليه (زاد المسلم فيما اتفق عليه البخاري ومسلم)، ثم قرأ عليه في (تيسير الأصول لأحاديث الرسول)، كما قرأ عليه أيضًا رسالة الإمام السيوطي (إحياء الميت في فضائل أهل البيت)، ثم انتقل إلى قراءة (الجامع الصغير) للإمام السيوطي إلا أنه لم يكمله؛ إذ انتقل الحبيب ولم يزل الشيخ محمد باعطية يقرأ فيه، وكان يحضر درسه الخاص المعقود لأولاده وأحفاده في متن (الغاية والتقريب) حيث كانت تجري فيه مناقشات لمسائل الفقه، وقد ارتبط الشيخ محمد باعطية بالحبيب أحمد مشهور ارتباطًا وثيقًا وأحبه حبًا عظيمًا ولازمه حتى وافته المنية عام 1416هـ.

## تلاميذه
من تلاميذه:
- سالم بن أبي بكر بن سالم الهدار.
- عبد الله بن أبي بكر بن أحمد بلفقيه.
- محمد بن محسن بن عبد الله الجيلاني.
- ابراهيم احمد قايد النهاري
- محمد احمد قائد الحسني
- علوي محمد محمود الشاطري

## دوره في الدعوة ونشر العلم
بدأ الشيخ محمد باعطية بالتدريس في المساجد قبل بلوغ سن العشرين في التجويد والحديث والفقه والفرائض والنحو وعلم الكلام، وقد درس على يديه المئات الذين تلقوا نصيبًا من القرآن الكريم والعلوم الشرعية، كما حفظ الكثير منهم القرآن الكريم ومن ثم تخصص عدد منهم أيضاً في طلب العلوم الشرعية وغيرها من العلوم، وقد درَّس في مدارس الفلاح وغيرها من المدارس النظامية ما يقارب العشرين عاماً، كما قام بالدعوة إلى الله ونشر العلم بأمر من مشايخه في عدد من قرى اليمن ووادي حضرموت، وقام بتأسيس رباط الإمام الشافعي للعلوم الشرعية بالمكلا – حضرموت عام 1431هـ، حيث يقام فيه تعليم منتظم للطلبة المتفرغين لدراسة العلوم الشرعية، كما يقام فيه دورات علمية مكثفة لمدة شهر من كل عام، وقام كذلك بتأسيس كلية الإمام الشافعي للعلوم الشرعية بالمكلا عام 1433هـ، حيث يمنح الطالب الدارس شهادة تعادل درجة البكالوريوس في العلوم الشرعية.
كما قام بتأسيس وإدارة مؤسسة الإمام النووي الخيرية للتنمية بالمكلا منذ عام 1432هـ، والتي تسعى لتحقيق عدد من الأهداف منها رعاية طلاب العلم والعناية بتخريج علماء متخصصين وتطوير البحث العلمي، وعمارة بيوت الله حساً ومعنى، وغرس روح الوسطية، ورعاية الأيتام وإعانة الفقراء والمساكين، والمساهمة في توفير وتحسين الخدمات الأساسية للمجتمع، وتشجيع ودعم جميع الجهود المبذولة في خدمة المجتمع. وهو كبقية العلماء والسلف الصالح قد ناله من المشقة والإيذاء والكيد الشيء الكثير مدة طلبه للعلم وتدريسه، وقد تحمل أعباء الأمور منذ وفاة والده، ولكن لم يكن شيء من ذلك عائقًا له عن طلب العلم ونشره.

## أهم صفاته
يتصف الشيخ محمد باعطية بالتواضع الجم، فهو لا يرى لنفسه مكانة أو منزلة رغم ثناء مشايخه المتكرر عليه واغتباطهم به، كما أنه شديد المحبة والتوقير لأهل البيت صغيرهم قبل كبيرهم وجاهلهم قبل عالمهم، بشوش الوجه حسن المعاشرة جميل المظهر، مرب لطلبته بحاله ومقاله في زمن قلت فيه التربية، مواصل للأقارب وأهل العلم يسأل عنهم ويتفقد أحوالهم ويواسيهم، دائم الدعاء للعلماء وطلبة العلم في كل مكان، كثير المطالعة، شغوف بعلوم الفقه والعربية والأدب، مهتم بواقع الأمة الإسلامية وما يحوكه له أعداؤها من المكائد على جميع الأصعدة، وهو داع إلى مذهب أهل السنة شديد التحذير من الانجراف في تيار الروافض والخوارج والنواصب، وهو كغيره من علماء العصر شديد التأسف على عزوف كثير من أبناء الأمة عن طلب العلم وبخاصة علم الفقه. ولا يزال يدرس القرآن الكريم والعلوم الشرعية، وبابه مفتوح لطالبي العلم الراغبين.

## مؤلفاته
له مؤلفات في عدد من العلوم الشرعية، منها:

### فيعلم الفقه
(الدرة اليتيمة شرح السبحة الثمينة) نظم الحبيب أحمد مشهور الحداد على السفينة، حيث أشار عليه الحبيب أحمد بكتابة شرح متوسط عليها، كما أشار عليه أيضاً بوضع مبحث في الحج تتميمًا لربع العبادات في متن (سفينة النجاة) فامتثل إشارته، والكتاب مطبوع وقد تلقاه الشيوخ والطلاب بالقبول التام والنفع العام، وله كذلك كتاب (غاية المنى شرح سفينة النجا)وهو مطبوع ويمتاز بسهولة العبارة وجمعه لكثير من الضوابط والمسائل في العقيدة وربع العبادات، وله (زاد اللبيب شرح متن الغاية والتقريب) وهو شرح موسع جامع لكثير من الضوابط في أبواب الفقه جميعها.

### علم الكلام
وله في علم الكلام (موجز الكلام شرح عقيدة العوام) وهو مطبوع عم النفع به في كثير من البلدان.

### علم التصوف
وله في علم التربية والسلوك كتاب (السلوك الأساسية فيما يجب على أبناء الأمة الإسلامية) وهو مطبوع عم النفع به كذلك للكثير لاسيما طلاب الدورات الصيفية.

### السيرة النبوية
وله في السيرة النبوية (غيث السحابة المطرة شرح الحديقة النضرة نظم السيرة العطرة) وهو شرح متوسط على تلك المنظومة التي نظمها الحبيب أبو بكر العدني بن علي المشهور، والكتاب مطبوع ومنتفع به.

### علم التفسير
وله في علم التفسير مجموعة فوائد ومفاهيم على عدد من الآيات القرآنية لكنه لا يزال مخطوطًا. وله مجموعة خطب منبرية كذلك.

### الرسائل العلمية
كما له عدد من الرسائل العلمية منها: (القول المبين في أن علامات الساعة من أمور الدين)، و(التعليم الأبوي في ظل حاضر وماضي الأمة الإسلامية وموقف الاستعمار منه)، وله رسالة في بر الوالدين أيضاً، وله رسالة بعنوان (العملية التعليمية في حياة الأمة الإسلامية)، نشر بعض من هذه الرسائل بمجلة (الجذوة) والأخرى لا تزال قيد الطبع.

## وصلات خارجية
- الموقع الرسمي